# Lesława
Lesława – żeński odpowiednik imienia Lesław pochodzenia literackiego, powstałego w XIX wieku na wzór staropolskich imion złożonych.
W 1994 imię to nosiły 721 kobiety w Polsce.
Lesława imieniny obchodzi 28 listopada.